# Sickenberg-Schlösschen
Das Sickenberg-Schlösschen, auch bekannt als Nußdorfer Schlösschen oder Maria-Theresien-Schlössel, war ein Gebäude im 19. Wiener Gemeindebezirk Döbling bzw. in Nussdorf, ehemals Sickenberggasse 1.

## Geschichte
Das Schlösschen wurde 1712–1716 von einer habsburgischen Erzherzogin auf der Basis eines älteren Gebäudes (angeblich nach Plänen von Lukas von Hildebrandt) errichtet. Allegorische Fresken in zwei Sälen wurden Johann Georg Schmidt zugeschrieben. Es wird auch mit Kaiserin Maria Theresia in Verbindung gebracht.
Nach zahlreichen Besitzerwechseln wurde das Gebäude von Hugo Stern erworben, der ab 1920 eine umfassende Restaurierung vornehmen ließ.
1926 wurde im Schlössel eine Parteihochschule zur Ausbildung von SDAPDÖ-Funktionären eingerichtet, musste aber 1930 wegen der wirtschaftlichen Lage wieder schließen.
Den Zweiten Weltkrieg überstand das Schlösschen ohne nennenswerte Schäden. Auf die Arisierung und die darauf folgende Behandlung als Deutsches Eigentum durch die Sowjetische Besatzungsmacht ist die Nutzung des Schlösschens nach 1945 für Zwecke der Kommunistischen Partei Österreichs (KPÖ) zurückzuführen.
Im Dehio-Kunstführer von 1954 wurde das Gebäude unter den Profanbauten Nussdorfs noch an erster Stelle genannt. Dennoch kam es 1959–1960 zum Abbruch. Er wurde durch Gebäudeschäden begründet.